# Carex ixtapalucensis
Espèce
Classification phylogénétique
Carex ixtapalucensis est une espèce des plantes du genre Carex et de la famille des Cyperaceae.